# Alejandro Witzman Anaya
 (mars 2018).
Si vous disposez d'ouvrages ou d'articles de référence ou si vous connaissez des sites web de qualité traitant du thème abordé ici, merci de compléter l'article en donnant les références utiles à sa vérifiabilité et en les liant à la section « Notes et références ».
Alejandro Witzman Anaya est un danseur, chorégraphe et pédagogue français d'origine mexicaine, né à Paris en 1947 et mort au Mexique le 27 juillet 1993.
Il commence la danse à Paris après des études de théâtre à Mexico et en Angleterre. Il danse avec les compagnies de Jacqueline Robinson de 1969 à 1971 et de Susan Buirge jusqu'en 1978. Il commence tôt à chorégraphier et fonde la compagnie ARCOR en 1978 avec Christine Gérard.
La quasi-totalité de ses pièces sont destinées au jeune public. Il propose, avec ses danseurs, des animations dans les écoles où, sous forme de jeux, les enfants expérimentent des éléments qu'ils reconnaîtront ensuite sur scène. Chaque pièce est à sa façon une invitation au voyage, à partir d'éléments simples, immédiats, dont il multiplie à plaisir les facettes.[réf. nécessaire].

## Chorégraphies
- 1971 : Duo, à l'Atelier de la Danse – Jacqueline Robinson
- 1972 : Depuis ma fenêtre
- 1973 : Le Château, d'après Kafka, mis en scène par Daniel Mesguisch, « L'Homme et la Boue », séquence danse-photo (Claude Py), primée au Festival de Royan
- 1975 : Entre tonnerre et oiseau, inspiré par l'univers des tableaux de la peintre mexicaine Remedios Varo, primé au Concours de Cologne
- 1976 : Pas de quatre, pas de titre, Please Come Again, en collaboration avec Lorna Sinclair
- 1977 : Summer Evening, XVe Festival international de la danse de Paris, prix de la Création pour l'Enfance au Concours de Bagnolet 1978
- 1978 : Amandine, D'après " Amandine ou les Deux jardins " de Michel Tournier ; adapt. de Bruno Castan ; spectacle de M.C. de la Seine-St-Denis, Unité Enfance ; mise en scène de Bruno Castan ; décors de Jean-Baptiste Manessier ; costumes de Jean-Baptiste Manessier ; chorégraphie de Alexandre Witzman-Anaya
- 1979 : Voyage en mosaïque, début d'une suite de pièces pour jeune public sur des musiques de Jean-Paul Dupuis
- 1980 : L'Âge du bois, solo, créé pour le festival « Danse à Aix », filmé par Jean-Paul Dupuis
- 1981 : Graffiti
- 1983 : Tlamatinime, pour jeune public, autour de l'univers pictural de Sergio Witzman
- 1984 : Georges et les Rêves, pour jeune public, inspiré de l'organisme humain et de son fonctionnement
- 1986 : Histoire des contes futurs, pour jeune public, poésie-fiction chorégraphique née de la rencontre danse et marionnette
- 1988 : 2010 à danser, pour jeune public, aventure dans laquelle beaucoup d'enfants partagent le  plateau avec les danseurs
- 1989 : Sphynx, solo, sa dernière création dans laquelle il révèle sa vision sur la vie encore là, le silence et la profondeur sous le regard des statuettes précolombiennes

En 1980, la compagnie transmet Voyage en mosaïque au Ballet Contemporani de Barcelona (ca), dirigé par Gilbert Ruiz Lang qui remontait cette pièce au Mexique en 1993, au moment de la disparition d'Alex Witzman Anaya.
Ses spectacles sont donnés à Genève, Paris, Aubervilliers, Aulnay-sous-Bois, Pontoise, Le Havre, Amiens, Valence, Arles, Sceaux, Châtillon-sous-Bagneux, Marne-la-Vallée, Lyon, Aix-en-Provence...